# Electric (canción de Katy Perry)
«Electric»  —en español: Eléctrico/Eléctrica— es una canción de la cantante estadounidense Katy Perry lanzada el 14 de mayo de 2021 a través de Capitol Records, como el segundo sencillo del álbum Pokémon 25: The Album el cual es la banda sonora del 25 aniversario de la franquicia japonesa Pokémon. Es una canción pop escrita por Perry, Jon Bellion, Lucas Marx, Oliver Peterhof, Rachel Kanner, Bruce Wiegner y Jordan Johnson y Stefan Johnson de The Monsters & Strangerz, con la producción a cargo de los tres últimos junto con German. El lanzamiento de la pista estuvo acompañado de un video musical dirigido por Carlos López Estrada, en el que Perry y Pikachu ayudan a versiones más jóvenes de sí mismos.

## Antecedentes y composición
El 13 de enero de 2021, se anunció que la celebración del 25 aniversario de la franquicia de medios japonesa Pokémon comenzaría con una colaboración musical con Perry. Describiéndose a sí misma como una "fanática de Pokémon de toda la vida", afirmó que "en este momento de lo desconocido, hay lugares, personajes, instituciones y personas confiables, y espero poder ser uno de ellos. Eso es lo que espero en mi yo personal, e incluso en mi participación en esta colaboración". El 10 de mayo de 2021, la cantante anunció oficialmente el título del sencillo y la fecha de lanzamiento a través de sus cuentas de redes sociales.
«Electric» fue escrita por Perry, Jon Bellion, Lucas Marx, Oliver Peterhof, Rachel Kanner, Bruce Wiegner, Jordan Johnson y Stefan Johnson.  Fue producido por The Monsters & Strangerz, Wiegner y German. La pista es una balada pop con temas de empoderamiento que dura 3 minutos y 13 segundos. La voz de Perry abarca desde G3 hasta D5, mientras que la canción fue escrita en Do mayor.

## Lanzamiento y promoción
«Electric» se lanzó para descarga digital y streaming el 14 de mayo de 2021. Ese mismo día fue lanzado a las radios italianas. La canción sirve como el segundo sencillo de Pokémon 25: The Album después de la canción de Post Malone de «Only Wanna Be with You». Un disco compacto de «Electric» se lanzó el 11 de junio del mismo año. Adicionalmente en la misma página también se vende mercacía inspirada en el sencillo.

## Recepción de la crítica
Halle Kiefer de Vulture.com dijo que sigue "los pasos bien pisados de «Roar» y «Firework»", describiendo los tres como "baladas pop inspiradoras". En una reseña de Billboard, el personal escribió que la canción "ve a Perry regresar al himno pop".
Good Morning America compartió un adelanto de treinta segundos del video musical «Electric» el 13 de mayo de 2021, que se estrenó en su totalidad al día siguiente. Fue dirigida por el cineasta mexicano-estadounidense Carlos López Estrada . 
El video comienza con Perry y Pikachu pasando el rato en Hawái. Después de que los dos se detengan en Diamond Head Lighthouse, viajan en el tiempo. Se encuentran con versiones más jóvenes de sí mismos, que actúan en el mercado de agricultores. La versión anterior de Perry manipula sutilmente el mercado para ayudar a la versión más joven de sí misma a encontrar su estilo en la música. Luego, obtiene su versión más joven para unirse a una competencia de talentos que se lleva a cabo en la isla. Al final del video, la versión más joven de Perry da su primera actuación en un club mientras la versión anterior de Perry y Pikachu mira entre la multitud.

## Créditos y personal
Créditos adaptados de Tidal.
- Katy Perry - voz, compositora
- Bruce Wiegner - compositor, producción, coproducción
- The Monsters & Strangerz - producción
- Jordan K. Johnson - compositor
- Stefan Johnson - compositor
- German - producción
- Bart Schoudel - producción vocal
- Jon Bellion - compositor
- Lucas Marx - compositor
- Oliver Peterhof - compositor
- Rachel Kanner - compositora
- Rachael Findlen - ingeniera, personal de estudio
- Serban Ghenea - mezcla, personal de estudio
- Meili Aspen - versión joven de Katy Perry

## Posicionamiento en listas
| Lista (2021)                               | Mejor posición |
| ------------------------------------------ | -------------- |
| Alemania Download (Official German Charts) | 33             |
| 97                                         | 97             |
| Canadá (Hot Canadian Digital Songs)        | 33             |
| Ecuador Anglo (Monitor Latino)             | 15             |
| El Salvador Anglo (Monitor Latino)         | 13             |
| Estados Unidos (Digital Songs)             | 25             |
| Global 200 (Billboard)                     | 120            |
| Global 200 Excl. U.S. (Billboard)          | 112            |
| México Airplay (Billboard)                 | 45             |
| México Ingles Airplay (Billboard)          | 22             |
| Nueva Zelanda Hot Singles (RMNZ)           | 21             |
| Panamá Anglo (Monitor Latino)              | 8              |

## Historial de lanzamientos
| Región | Fecha               | Formato(s)                   | Sello discográfico | Ref.   |
| ------ | ------------------- | ---------------------------- | ------------------ | ------ |
| Varios | 14 de mayo de 2021  | Descarga digital streaming   | Capitol            | [ 8 ]  |
| Italia | 14 de mayo de 2021  | Radio de éxito contemporáneo | Universal          | [ 10 ] |
| Varios | 11 de junio de 2021 | CD                           | Capitol            | [ 12 ] |